# Рудницкий, Степан Львович
Степан Львович Рудницкий (1877—1937) — украинский географ, картограф, публицист, славист, педагог. Академик Всеукраинской академии наук (1929). Основатель научной географии Украины, украинской географической терминологии.

## Биография
Родился в Перемышле (ныне — Пшемысль, Польша). Отец, Лев Денисович Рудницкий, был учителем географии и истории в гимназии, мать происходила из известного в Галиции рода Таборских. Брат писателя Юлиана Опильского.
Начальное образование получил в Тернополе, куда в 1879 году переехала семья Рудницких. В 1895 году с отличием закончил IV гимназию во Львове и поступил на философский факультет Львовского университета, где изучал: классическую филологию (профессора Л. Цвиклинський, Б. Кручкевич), славянскую филологию (профессора Р. Пилят, О. Колесса), германистику (профессор Р. Вернер), историю (профессора И. Шараневич, Т. Войцеховский, Л. Финкель, Б. Дембинский, М. Грушевский) и географию (профессор А. Реман). В 1899 году получил право преподавать географию и историю на украинском, немецком и польском языках. На протяжении нескольких лет преподавал географию в 1-й и 3-й гимназиях Львова, 1-й гимназии Тернополя. Окончив Львовский университет, стажировался в Вене и Берлине. В 1901 году защитил кандидатскую диссертацию по философии. В 1902 году во Львовском университете фундаментально изучал геологию, петрографию, минералогию, зоологию, ботанику, астрономию (профессора Р. Зубер, Я. Семиродский, Е. Дуниковский).
С 1908 года по ноябрь 1918 года приват-доцент Рудницкий заведовал кафедрой географии Львовского университета с украинским языком преподавания.
В 1918—1919 годах — эксперт-советник правительства ЗУНР по вопросам экономики и политической географии. Готовил документы по геополитике для Парижской мирной конференции.
В 1919 году под давлением польских властей эмигрировал из Львова в Вену, где работал профессором экономической географии Торговой академии. С 1921 по 1926 год — профессор географии Украинского свободного университета в Праге, был первым деканом философского факультета, членом Географического института и Государственного геологического устава Чехословакии. В 1921—1926 годах — профессор географии, декан философского факультета Высшего педагогического института им. М. П. Драгоманова в Праге.

Мемориальная доска Степану Рудницкому в Тернополе

В 1926 году переехал в СССР. С 1926 года — профессор Харьковского института народного образования. С 1927 года — заведующий кафедрой топологии и картографии Харьковского геодезического института. Организовал и возглавил в Харькове Украинский научно-исследовательский институт географии и картографии. С 1929 года заведовал кафедрой географии АН Украины. Редактировал «Вестник природоведения», возглавлял ряд экспедиций на Донбасс, комиссию краеведения, Музей антропологии и этнографии им. Ф. Вовка при ВУАН.
Арестован 21 марта 1933 г. в Харькове органами ОГПУ по обвинению в принадлежности к контрреволюционной Украинской военной организации, вредительстве и шпионаже. Судебной тройкой при Коллегии ГПУ УССР 23 сентября 1933 г. осуждён к пяти годам ИТЛ. Отбывал наказание в Свирлаге, на объектах Беломорканала, на Соловках. Президиумом ВУАН 4 января 1934 года исключён из числа действительных членов Академии как «отъявленный пропагандист фашизма в географии».
Особой тройкой УНКВД Ленинградской области 9 октября 1937 г. приговорён к высшей мере наказания. Расстрелян в урочище Сандармох (Карельская АССР) 3 ноября 1937 года.
Посмертно реабилитирован определением Военного трибунала Киевского военного округа 11 мая 1965 года постановления Судебной тройки при Коллегии ГПУ СССР от 23 сентября 1933 года и Тройки УНКВД СССР по Ленинградской области от 9 октября 1937 года в отношении Рудницкого Степана Львовича были отменены, а дела прекращены в связи с отсутствием состава преступления. В 1990 году постановлением Общего собрания АН УССР восстановлен (посмертно) в составе Академии наук.

## Научная деятельность
Научный путь С. Л. Рудницкого начался во Львовском университете под влиянием М. С. Грушевского. Был одним из лучших его учеников. Считается основоположником исследований физической географии на Украине. Ему принадлежат научные работы по геоморфологии, исторической социально-экономической географии, картографии, краеведению, общему землеведению. Программные работы Рудницкого — «Короткая география Украины» (1910—1914) и «Украина: земля и народ» (1916) сыграли своеобразную роль в развитии украинского национального движения. Рудницкий трактует экономические и территориальные интересы, исходя из политических требований украинцев и придаёт им черты отдельной расы. На основе своей концепции Рудницкий приходит к выводу, что будущее есть только у национальных государств. Таким образом, в исследованиях Рудницкого заметно сильное влияние германских геополитических веяний начала XX века.
Особая заслуга Рудницкого в том, что он стал основоположником картографического направления в украинской географии. Разрабатывать географические карты на украинском языке он начал во Львове, позже продолжил в эмиграции в Вене, а позже и в советской Украине. Благодаря ему Украина впервые была представлена в картографических работах как целостная пространственная единица. Рудницкий считал, что отсутствие собственного государства делает нацию беззащитной в решении социально-экономических, национально-политических и интеллектуальных проблем. Без надлежащего демократического, национального государства создаются условия для политического, экономического и культурного угнетения одних народов другими.

### Сочинения
- Фізична географія при кінци ХІХ століття. Наукова хроніка за 1898, 1899 і 1900 рр. // Зб. математ.- природопис.-лікар. секції НТШ. — Львів, 1903. — Т. 9. — С. 1—116.
- Дещо про Антарктиду. — Львів, 1904. — 11 с. — (Науково-популярний додаток до журналу «Учитель». — Ч. 12).
- Нинішня географія / Степан Рудницький. — Львів: Накладом Рус. Т-ва пед., 1905. — 33 c.
- Начерк ґеоґрафічної термінольоґії / Стефан Рудницький // Збірник математично-природописно-лікар- ської секції НТШ. — Т. ХІІ. — Львів, 1908. — С. 1—151.
- Коротка географія України. Фізична географія. — К.: Лан, 1910. — 154 с.
- Коротка географія України. Ч. 2. Антропогеографія України. — Львів, 1914. — 224 с.
- Ukraina és az Ukrainaiak. Magyarország oroszföldi barátai. Budapest: Fritz á. Betuivel, 1914 (итальянская версия — L’Ucraina e gli ucraini. Roma, 1914, немецкая версия — Ukraine und die Ukrainer. Berlin: С. Kroll, 1915, английская версия — The Ukraine and the Ukrainians. Jersey City: Ukrainian National Council, 1915, пер. Дж. У. Хартмана).
- (mit E. Hanslick) Der östliche Kriegsschauplatz. Jena: E. Diederich, 1915.
- Україна. Земля и люди. Львів, 1916 (немецкая версия — Ukraina. Land und Volk. Eine gemeinfassliche Landeskunde. Autorisierte Übersetzung. Wien, 1916; английская версия — Ukraine, the land and its people. New York, 1918).
- Einige Bemerkungen Über die landeskundliche Literatur Rußlands // Mitteilungen der kk Österreichischen Geographischen Gesellschaft in Wien, LIX (1916), Nr. 10, S. 614—682.
- Україна — наш рідний край. — Відень, 1917.
- Über einige Probleme der Geographie Osteuropas // Mitteilungen der kk Österreichischen Geographischen Gesellschaft in Wien, LXI—LXII (1918).
- Початкова географія для народних шкіл: з багатьома малюнками і картою / Степан Рудницький. — Київ; Львів; Відень: Т-во «Вернигора», 1919. — 191 с.: мал. — (Шкільна секція; ч. 21).
- Нафта Східної Галичини / С. Р. — Відень: Адрія, 1922. — 42 c.
- Огляд національної території України / Степан Рудницький. — В Берліні: Укр. Слово, 1923. — 141, [2] с.: табл. — (Бібліотека Українського Слова; ч. 38).
- Українська справа зі становища політичної географії / Степан Рудницький. — Берлін: Укр. слово, 1923. — 282, [6] с. — (Бібліотека «Українського слова»; ч. 40).
- Основи землезнання України. Кн. І: Фізична географія України. — Львів: НТШ, Українське Педагогічне Товариство, 1924. — 139 с.
- Географічні етюди. Читанка з початкової географії / За ред. А. М. Покровського, В. І. Ястремського, Л. І. Колесниченко. — Київ; [Харків]: Держ. вид-во України, 1924. — 149 с. [Статті С. Рудницького: Лівобережна низина. — С. 3—4; Донецький кряж. — С. 8—9; Карпатські гори й долини. — С. 9—12; Дніпро. — С. 41—42; Чорне море. — С. 83—85; Волинь. — С. 139—140].
- Основи морфології і геології Підкарпатської Руси і Закарпаття взагалі: у 2-х ч. — Ужгород: Просвіта, Ч. 1, 1925. — 100 с., Ч. 2, 1927. — 64 с.
- Основи землезнання України. — Друга книга. Антропоґегоґрафія України. — Ужгород: Друкарня О. О. Василіян, 1926. — 204 с.
- Основи землезнання України. Кн. ІІ: Антропогеографія України. — Ужгород, 1926. — 204 с. (Літографоване видання Українського вільного ун-ту у Празі).
- Завдання географічної науки на українських землях. — Харків, 1927.
- Чому ми хочемо самостійної України. — Львів: Світ, 1994. — 416 с.